# Лабаз (Ізяслав)
Лабаз, Лабази — мікрорайон міста Ізяслав, колись окреме село.

## Історія
Наприкінці XVI століття князь Іван IV Заславський віддав територію Лабаз монастирському ордену Святого Бернардина, що збереглося у назвах декількох найближчих до монастиря вулиць — «бернардини».
В кінці 19 століття фільварок Лабази належав до славуцько-заславського ключа, адміністративно входив до Заславського повіту Волинської губернії.